# Dacus concolor
Dacus concolor är en tvåvingeart som beskrevs av Drew 1989. Dacus concolor ingår i släktet Dacus och familjen borrflugor. Inga underarter finns listade i Catalogue of Life.